# 6-та окрема мотострілецька бригада (РФ)
6-та гвардійська мотострілецька Лисичанська козача бригада імені М. І. Платова бригада (6 ОМСБр, в/ч Л-69647) — збройне формування, що входить до складу 2-го армійського корпусу військ РФ на Донбасі. Формально знаходиться у підпорядкуванні організації ЛНР. Бере участь у російсько-українській війні з 2014 року та брало участь у Війні на сході України.

## Історія
Історія формування починається з 20 липня 2014 року. Саме тоді за наказом Командувача Козачої Національної Гвардії, отамана Всевеликого Війська Донського, генерал-майора Козачих Військ Миколи Козицина було сформовано Перший козачий полк Козацької Національної Гвардії Всевеликого Війська Донського. Його командиром став Павло Леонідович Дрьомов, а місцем дислокації полку — міста Первомайськ та Стаханов.
7 вересня 2014 року на урочистому параді Козачої Національної Гвардії у місті Перевальськ формуванню було надано ім'я отамана Всевеликого війська Донського Матвія Івановича Платова.
У жовтні 2014 року беруть активну участь у блокаді українських військових у районі 32-го блокпосту. Після цього в основному брали участь у позиційних боях у районі Бахмутки, і локальних боях у Луганській області до січня 2015 року.
У грудні 2014 року Донські козаки вступили в конфлікт з організацією «Луганська народна республіка». Павло Дрьомов в кінці місяця звинувачував вождя «ЛНР» Ігоря Плотницкого у крадіжці вугілля, фальсифікації виборів та співпраці з членами Партії Регіонів. Разом з іншим ватажком сепаратистів Євгеном Іщенком на камеру пригрозив Плотницькому, що може повернути проти нього зброю. Пізніше після особистого спілкування з Плотницьким розпочав «конструктивну співпрацю» з ним.
9 січня 2015 року формування офіціально увійшло до складу «Народної міліції ЛНР» та отримало назву — Шостий (6-й) окремий мотострілковий полк (козачий) імені Матвія Платова.
Пізніше "козаки" беруть участь у активній фазі боїв за Дебальцеве у січні-лютому 2015 року.
12 грудня 2015 року у районі міста Первомайськ гине командир полку — Павло Дрьомов. Його місце посідає Володимир Полуполтінних.
В січні 2018 стало відомо, що Російське командування поповнило поріділий 6-й окремий мотострілковий полк 2-го АК, кадровими військовослужбовцями ЗС РФ, переважно з міст Санкт-Петербург та Мурманськ.
У 2022 році брав участь у боях за Попасну під час повномасштабного російського вторгнення в Україну у 2022 році. Також воював за Лисичансько-Сєвєродонецьку агломерацію разом із 4-ою та 7-ою бригадами та 208-м козацьким полком 2-го Армійського корпусу. Станом на липень 2023 у боях за агломерацію загинуло 240 бойовиків обох козацьких полків. За захоплення Лисичанська 6-му полку присвоєно почесне найменування «Лисичанський».

## Втрати
З відкритих джерел відомо про деякі втрати 6-го козачого полку: